# Зульцбах (Идар-Оберштайн)
Зульцбах (нем. Sulzbach) — община в Германии, в земле Рейнланд-Пфальц.
Входит в состав района Биркенфельд. Подчиняется управлению Раунен. Население составляет 315 человек (на 31 декабря 2010 года). Занимает площадь 6,68 км².